# Harhu
Harhu eller Koreakoivu är en ö i Finland. Den ligger i sjön Päijänne och i kommunerna Sysmä och Kuhmois och landskapen  Päijänne-Tavastland och Mellersta Finland, i den södra delen av landet, 150 km norr om huvudstaden Helsingfors. Öns area är 5,7 hektar och dess största längd är 0,5 kilometer i öst-västlig riktning.